# Palazzo dei Tribunali (Roma)

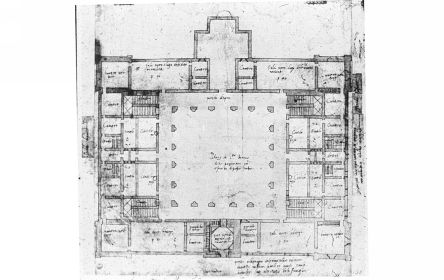
la pianta di progetto del palazzo dei Tribunali- disegno conservato agli Uffizi

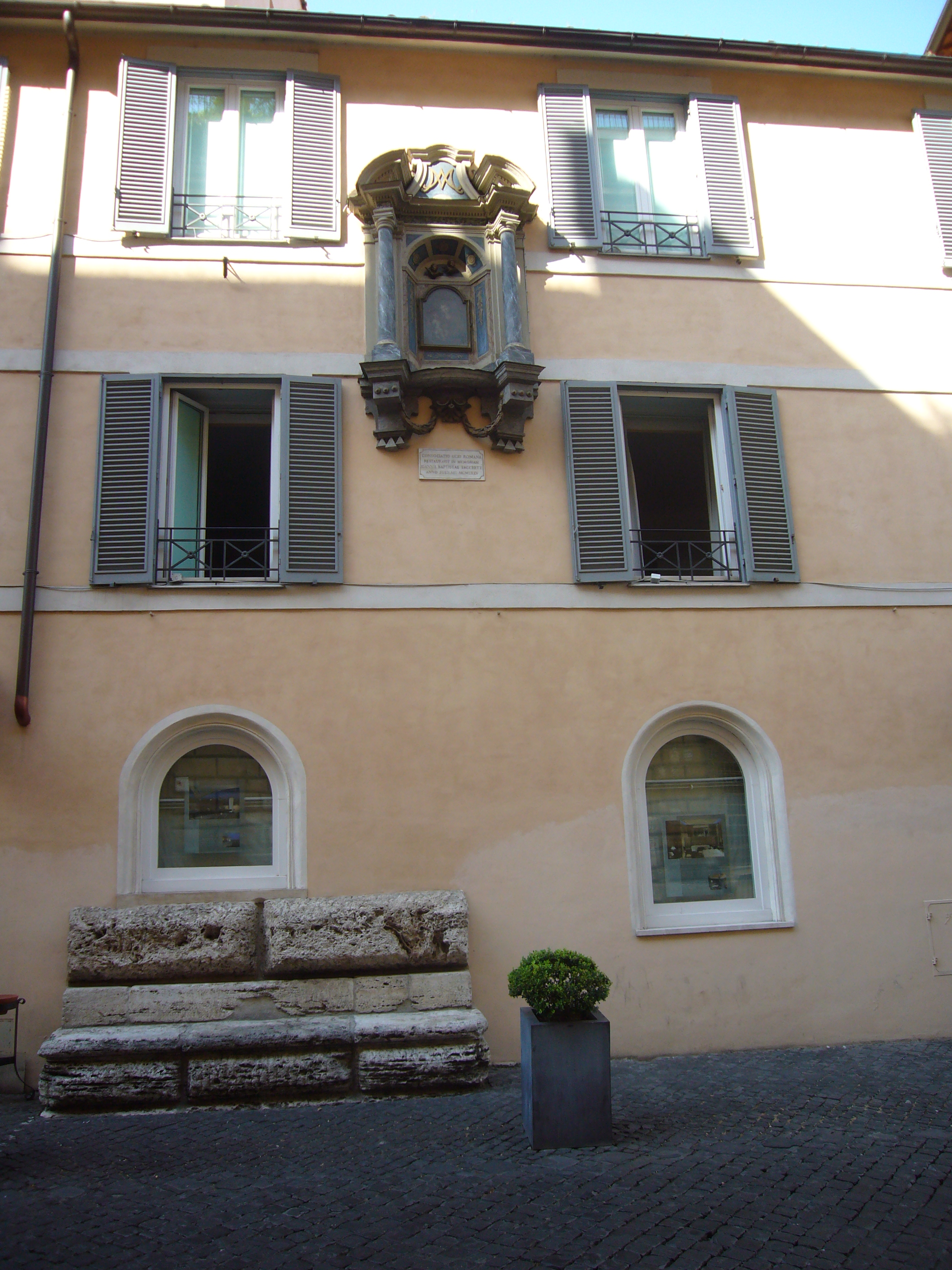
i resti del grandioso basamento del palazzo dei tribunali, inglobati nell'attuale edificio

Il Palazzo dei Tribunali era un edificio rinascimentale di Roma, progettato da Donato Bramante e mai portato a compimento.

## Storia
Il progetto del palazzo dei Tribunali, detto anche Palazzo di san Biagio della Pagnotta trovandosi prossimo alla Chiesa di San Biagio degli Armeni, fu commissionato a Bramante intorno al 1506 da papa Giulio II che voleva realizzare una sede unica per i vari tribunali civili, ecclesiastici e penali di Roma. Il sito prescelto tra via del Gonfalone e vicolo del Cefalo, fronteggiava via Giulia, la nuova strada, anch'essa voluta dal papa per rinnovare il tessuto urbano di Roma e celebrare il proprio pontificato. Secondo alcuni studiosi era prevista una grandiosa piazza dei Mercanti antistante per valorizzare il monumentale edificio che doveva diventare il polo accentrante dell'intera area di via Giulia e la sua ragion d'essere.
Il progetto prevedeva una grandiosa facciata su via Giulia, un grande cortile centrale porticato su due ordini e una cappella sull'asse di simmetria. L'edificio fu iniziato iniziato intorno al 1508 circa; nel 1511 i lavori erano già interrotti, anche almeno una parte del piano terra doveva essere utilizzabile come mostrerebbe un disegno di Baldassarre Peruzzi (Uffizi 109 A).
Fu costruito quindi fino al primo livello e poi rimasto incompiuto per alcuni decenni. In seguito, dopo la morte del pontefice e del progettista, il progetto fu abbandonato e sul sedime vennero costruiti edifici privati, utilizzandone in parte le fondazioni e il basamento ancora visibile a tratti.

## Caratteri stilistici
L'edificio rappresenta un'evoluzione della tipologia messa a punto e utilizzata da Bramante nel palazzo Caprini. 
Le caratteristiche architettoniche del palazzo ci sono note solo da uno schizzo di Fra' Giocondo, fatto durante la sua permanenza a Roma. Anche nel Palazzo dei Tribunali, come nel palazzo Caprini, era presente un piano terra, con un possente bugnato al livello più basso, caratterizzato come alto basamento dell'ordine che doveva scandire la facciata con colonne a rilievo. Tale livello era costituito da piano terreno destinato a botteghe, con una lunga panca di via tra le aperture, e da un piano ammezzato compresi nel basamento bugnato. Il piano nobile presentava archi inquadrati dall'ordine, secondo una concatenazione classica molto utilizzata da Bramante.
La pianta dell'edificio, rappresentata in un disegno conservato agli Uffizi e probabilmente autografo di Bramante, ci mostra come gli angoli fossero sottolineati da una sorta di torrette.